# Alberto da Bologna

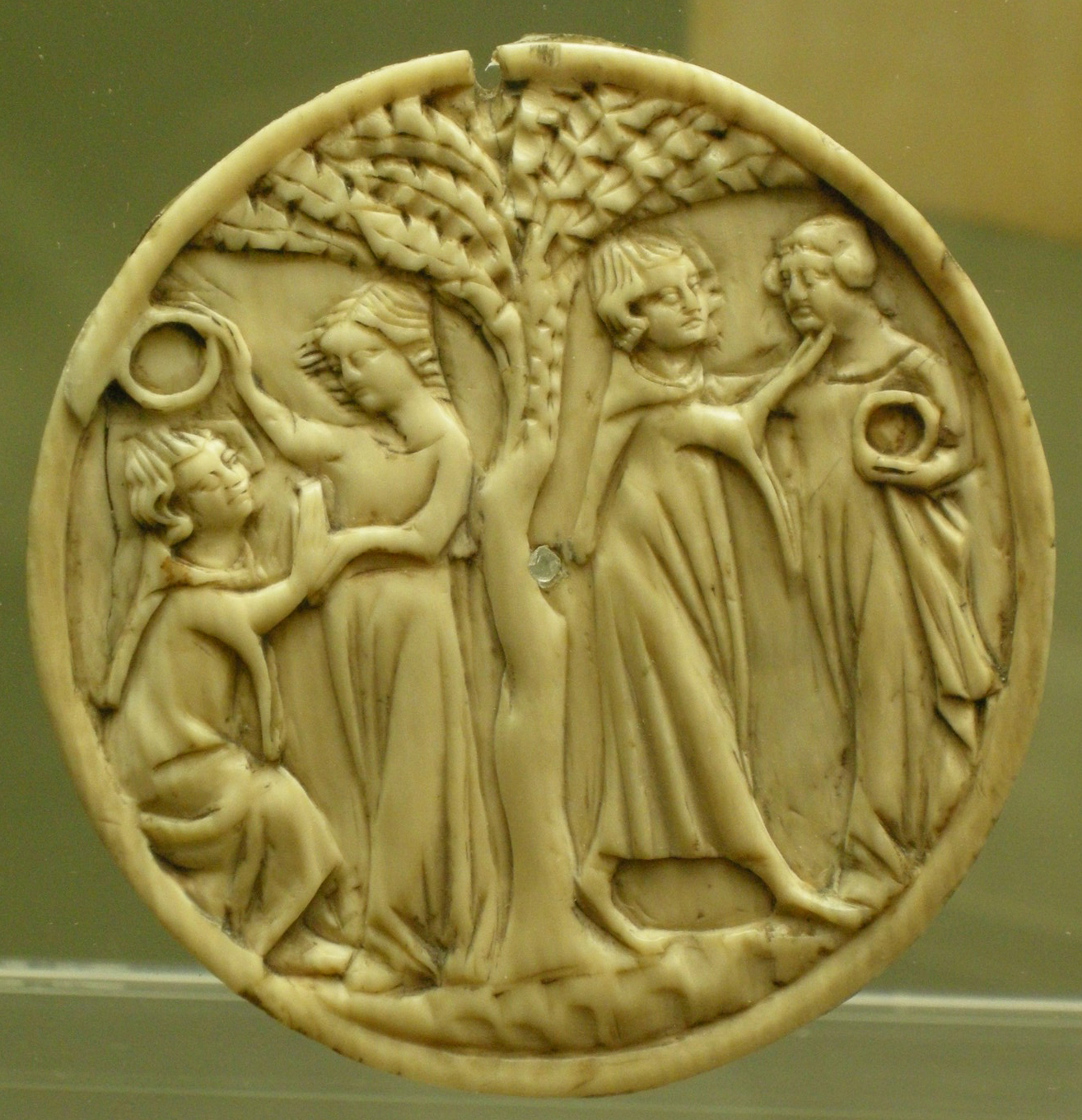
Coperchio di specchio francese con scene galanti, XIV sec., Museo civico medievale, Bologna

Alberto da Bologna è un personaggio letterario del Decameron di Giovanni Boccaccio, in particolare è protagonista della novella 10 della I giornata.
Probabilmente Boccaccio si ispirò al personaggio realmente esistito di Alberto de' Zancari, rinomato lettore di medicina presso l'Università di Bologna nella prima metà del Trecento, che era maritato con una donna di nome Margherita, lo stesso nome dell'altra protagonista letteraria della novella.
Boccaccio lo descrive, infatti, dopo una lunga dissertazione contro la civetteria delle donne pronunciata da Pampinea, come "un grandissimo medico e di chiara fama quasi a tutto 'l mondo", già vecchio all'epoca dei fatti di circa settant'anni "e forse ancora vive".
Egli, per la grande nobiltà di spirito, non era immune agli effetti dell'amore e si invaghisce di una giovane, Margherita de' Ghisolieri (citata con la grafia Malgherida, forse secondo il modo di dire bolognese), passando più volte al giorno davanti a casa sua come fa un innamorato, finché essa e le sue amiche decidono di riceverlo per poterlo motteggiare (cioè schernire).
Alberto però, con una notevole sagacia, spiega le ragioni del suo innamoramento parlando di come nella sua esperienza abbia visto le donne talvolta gettare le parti migliori delle verdure (i porri) e mangiare la parte meno buona: altrettanto egli spera che possa talvolta accadere per gli amanti, vedendo rifiutati i giovani e prestanti in favore dei meno giovani.
La cortese dissertazione dell'uomo fa vergognare Margherita e le donne della loro prima intenzione, riconoscendo la saggezza e la valenza dell'uomo. Margherita allora ringrazia l'uomo della stima che prova per lei:
(Decameron, I-10, 19)
La novella termina con il maestro Alberto che parte ringraziando la donna e con un ammonimento finale di Pampinea verso le altre fanciulle ad essere savie.